# Дробиш, Теодор
Густав Теодор Дробиш (нем. Gustav Theodor Drobisch; 26 декабря 1811, Дрезден — 15 апреля 1882, Дрезден) — немецкий поэт, писатель и журналист.
Родился в театрально-музыкальной семье. С 1819 г. учился в Лейпциге, где его отец играл в театральном оркестре. Короткое время работал актёром в Наумбурге, затем вернулся в Лейпциг. В 1837 г. выпустил дебютный сборник стихов, за которым последовали ещё несколько стихотворных книг, исторический роман «Трон и сердце» (нем. Thron und Herz; 1843), ряд юмористических сборников. Некоторые стихотворения Дробиша были положены на музыку Альбертом Лорцингом и Фердинандом Штегмайером.
Сотрудничал с выходившей в Лейпциге «Немецкой дамской газетой» (нем. Deutsche Damenzeitung), с юмористическими журналами Эдуарда Марии Эттингера «Charivari» и Карла Херлоссона «Komet». В 1848—1860 гг. возглавлял «Газету для мира элегантности» (нем. Zeitung für die elegante Welt). В 1860 г. вернулся в Дрезден как главный редактор газеты «Дрезденские известия» (нем. Dresdner Nachrichten), с 1872 г. редактировал газету «Дрезденская пресса» (нем. Dresdener Presse).